# Somatochlora meridionalis
Somatochlora meridionalis là loài chuồn chuồn trong họ Corduliidae. Loài này được Nielsen mô tả khoa học đầu tiên năm 1935.